# Gedern
Gedern est une municipalité allemande située dans le land de la Hesse et l'arrondissement de Wetterau.

## Personnalités nées ou liées à Gedern
- Le comte Christian-Ernest de Stolberg-Wernigerode (1691-1771), comte régnant du comté de Wernigerode.
- Le prince Frédéric-Charles de Stolberg-Gedern (1693-1767), propriétaire de la seigneurie stolbergienne de Gedern.
- Gustave-Adolphe de Stolberg-Gedern (1722-1757), général de la garde royale.
- Le comte Christian Graf zu Erbach-Schönberg (de) (1728-1799), Generalmajor et gouverneur de l’ordre Teutonique.
- La princesse Louise de Stolberg-Gedern (1752-1824), née à Mons, « comtesse d’Albany » de 1772 à 1788 (épouse du dernier Stuart, prétendant à la couronne de Grande-Bretagne, Charles Édouard Stuart, qui se faisait appeler comte d'Albany), puis collectionneuse d'art, amie du peintre français François-Xavier Fabre.
- Eduard von Fransecky (1807-1890), General der Infanterie.
- Karl Dornseiff (de) (1812-1886), avocat et député.
- Georg Christian Stiebeling (de) (1830-1895), médecin et socialiste germano-américain.
- Karl Köhler (de) (1832-1895), théologien évangéliste.
- La comtesse Eleonore zu Stolberg-Wernigerode (de) (1835-1903), poètesse.
- Le prince Otto zu Stolberg-Wernigerode (1837-1896), vice-chancelier de Bismarck.
- Ludwig Klipstein (de) (1864-1954), médecin.
- Edgar Itt (né en 1967), athlète.
- Sandra Minnert (née en 1973), joueuse de football.